# Ramon Bagó i Agulló
Ramon Bagó i Agulló (Calella, 31 de març  de 1934 - Calella, 3 d'abril de 2018) fou un empresari i promotor turístic català. Fou el president del Grup Serhs, el primer grup turístic de Catalunya. Va ser alcalde de Calella per Convergència i Unió (1979-1991), director general de Turisme de la Generalitat de Catalunya (1980-1984) i president del Consorci Hospitalari de Catalunya, entre d'altres. De jove havia estat jugador de basquetbol al JACE Calella.

## Biografia

### Trajectòria empresarial
Ramon Bagó va començar la seva trajectòria professional als setze anys, treballant en una oficina del BCH, on de seguida va exercir d'apoderat i va assolir el nomenament de director a l'edat de 24 anys, càrrec que va deixar l'any 1960. Als 26 anys, va abandonar el sector financer per passar a ocupar la gerència de l'Hotel Goya, a la seva Calella natal. Posteriorment s'implicaria en la construcció i gestió de diversos hotels, tant a Calella (Costa de Barcelona-Maresme), com a Salou (Costa Daurada), i més endavant també a la Costa Brava.
Convertit ja en un empresari del sector turístic, va treballar com a representant d'un destacat touroperador neerlandès anomenat Marysol amb contractació arreu de l'Estat espanyol, entre d'altres agències de viatges. També va assumir la gestió de la marca d'articles d'alimentació Vegé, fet que el portaria a obrir diversos supermercats.
Anys més tard i en el sector de l'hostaleria i la restauració, durà a terme actuacions empresarials així com en el de la distribució de productes alimentaris. Promou, doncs l'obertura de diversos establiments de fast-food, amb locals a diferents municipis. També promou una cadena de pizzeries i una planta de fabricació de productes d'alimentació com ara les pizzes “Renato Romagnoni”. En el camp del turisme i els viatges obrirà l'agència "Viatges Startour".
El 1975 va participar en la fundació de l'entitat Serveis Mancomunats d'Hostaleria i Similars, Societat Cooperativa (Serhs), embrió de l'actual SERHS, per afrontar una època de crisi del negoci turístic i, en concret, les preocupacions dels hotelers de Calella (Maresme). Se'l anomena president, càrrec al qual, a partir del 1987, amb la transformació de l'entitat en holding, sumaria el de conseller delegat del grup d'empreses. Paral·lelament al seu ascens professional, Ramón Bagó impulsà la creació del Gremi d'Empresaris d'Hostaleria del Maresme i n'assumí la presidència. També es responsabilitzà de comandar el comitè executiu del III Congrés de Turisme de Catalunya el 1978. L'any 1992 participà en la fundació del Saló Internacional del Turisme de Catalunya (SITC) a Fira de Barcelona, saló que ha presidit i que ha esdevingut un aparador de l'oferta domèstica i internacional i que ha contribuït a estimular el turisme emissor.
De 1999 a 2006, delegat de la Cambra de Comerç, Indústria i Navegació de Barcelona a la Delegació de “El Maresme” i vocal al Ple de la Cambra de Barcelona.
Fins al 2018, Ramon Bagó va continuar presidint el Grup SERHS, un grup turístic català amb una gran projecció internacional, que té empreses a diversos països, que factura prop de 500 milions d'euros anuals i que compta amb 100 Milions d'euros de capital social.

### Trajectòria política
La trajectòria política de Ramon Bagó s'inicia amb les eleccions municipals de l'any 1979, quan va ser escollir primer alcalde democràtic de Calella per majoria absoluta. En les posteriors eleccions del 1983 i del 1987 va repetir victòria i majoria absoluta. Finalment va deixar l'alcaldia l'any 1991.
L'any 1980 la seva dèria per dotar Calella d'un centre hospitalari el porta a participar activament en la creació del Consorci Hospitalari de Catalunya, del que serà anomenat president fins a l'any 1991.
El 1979 fou membre de la Diputació provincial de Barcelona per Convergència i Unió, on fou responsable de l'àrea de turisme. El juny de 1980, va ser nomenat pel Consell Executiu de la Generalitat de Catalunya, director general de Turisme, càrrec que exerceix durant el mandat del conseller Francesc Sanuy i que ocupa fins a la seva renúncia voluntària el 1984.
Cal assenyalar que en el transcurs de la seva activitat pública, l'any 2000 Bagó va ser nomenat president del Consorci Hospitalari de Catalunya (CSC), entitat creada el 1983.

### Comissió d'investigació parlamentària
El juny de 2013 va haver de comparèixer davant la «Comissió d'Investigació sobre la Gestió en l'Àmbit Sanitari» (CIGAS) del Parlament de Catalunya per aclarir les denúncies d'irregularitat en la contractació d'empreses del grup Serhs per part d'alguns hospitals públics catalans, quan ell ocupava càrrecs directius en tots dos llocs.
El que es va conèixer com el Cas Bagó, es va iniciar l'any 2012 arran d'una denúncia de la revista Cafè amb llet, i la posterior investigació de l'Oficina Antifrau de Catalunya, que va presentar un informe en el qual apreciava conductes delictives, si bé el març de 2014 la fiscalia va arxivar el cas per manca de proves en una resolució d'arxivament que enumerava nombroses irregularitats i assenyalava la insuficiència del marc legal vigent per evitar-les.
El juny de 2016 el nom de Ramon Bagó apareixia esmentat en les converses privades filtrades públicament entre el ministre de l'Interior, Jorge Fernández Díaz i el director de l'Oficina Antifrau de Catalunya, Daniel de Alfonso.

## Premis i reconeixements
- President Emèrit del SITC (Saló Internacional del Turisme de Catalunya) per la Fira de Barcelona.[18]
- 2001 - Creu de Sant Jordi.[19]
- 2006 - Premio a la Trayectoria Profesional[20]
- 2007 - Medalla d'argent de la Cambra de Comerç de Barcelona[21]
- 2008 - Medalla al treball President Macià[22][23]
- 2012 - Medalla d'or i nomenament com a fill predilecte de la ciutat de Calella.[24][notes 1][25][26]